# Kenyon Green
Kenyon Green (Humble, 15 marzo 2001) è un giocatore di football americano statunitense che milita nel ruolo di offensive guard per i Philadelphia Eagles della National Football League (NFL).

## Caratteristiche tecniche
Impiegato principalmente come offensive guard di sinistra, negli anni collegiali è stato frequentemente adattato a offensive guard di destra e a offensive tackle, con ottimi risultati.

## Carriera universitaria
Dopo aver frequentato la Atascocita High School nella città natale di Humble, Texas, entra inizialmente nell'Università statale della Louisiana, salvo poi rinunciarvi già nel primo anno per poter entrare nelle file dei Texas A&M Aggies, presso la Texas A&M University.
Titolare già al primo anno di college, corona il 2019 con l'inclusione nel freshman team della Southeastern Conference. Nel secondo anno viene spostato da guardia destra a sinistra con buoni risultati, venendo premiato come All-American. Da capitano degli Aggies, bissa la nomina a All-American nel terzo anno, durante il quale è anche finalista al Lombardi Award.

## Carriera professionistica

### Houston Texans
Dopo aver rinunciato all'ultimo anno collegiale per potersi candidare al Draft NFL 2022, il 28 aprile 2022 Green venne selezionato al primo giro come quindicesima scelta in assoluto dagli Houston Texans. Debuttò come professionista subentrando nella gara del primo turno pareggiata contro gli Indianapolis Colts. La sua stagione da rookie si concluse con 15 presenze, di cui 14 come titolare.

### Philadelphia Eagles
L'11 marzo 2025 Green fu ceduto ai Philadelphia Eagles in cambio del cornerback C.J. Gardner-Johnson.